# Hilarimorpha punata
Hilarimorpha punata är en tvåvingeart som beskrevs av Webb 1974. Hilarimorpha punata ingår i släktet Hilarimorpha och familjen Hilarimorphidae.
Artens utbredningsområde är Colorado. Inga underarter finns listade i Catalogue of Life.